# Christian Friedel
Pour les articles homonymes, voir Friedel.
Christian Friedel, né à Magdebourg (Allemagne) le 9 mars 1979, est un acteur et musicien allemand.
Il est notamment connu pour avoir interprété le rôle de Rudolf Höss dans La Zone d'intérêt (2023) de Jonathan Glazer, pour lequel il est nommé au European Film Award du meilleur acteur.
Il est membre du groupe musical Woods of Birnam.

## Filmographie partielle

### Au cinéma
- 2009 : Le Ruban blanc (Das weiße Band - Eine deutsche Kindergeschichte) de Michael Haneke : le professeur
- 2011 : Poulet aux prunes de Marjane Satrapi et Vincent Paronnaud : Cyrus, 22 ans
- 2012 : Russendisko : Andrej
- 2012 : Ende der Schonzeit (de) : Albert
- 2013 : Erbgut (de) de Matthias Zuder : Max (court-métrage)
- 2014 : Amour fou : Heinrich
- 2015 : Elser, un héros ordinaire (Elser) d'Oliver Hirschbiegel : Georg Elser
- 2023 : La Zone d'intérêt (The Zone of Interest) de Jonathan Glazer : Rudolf Höss
- À venir : The Face

### À la télévision
- 2017 : Babylon Berlin de Tom Tykwer, Achim von Borries et Hendrik Handloegten : Gräf, photographe de la police.
- 2017-2025 : Babylon Berlin : Gräf
- 2018 : Le Parfum de Oliver Berben et Sarah Kirkegaard : Daniel Sluiter, dit « Édenté »
- 2025 : The White Lotus : Fabian (saison 3)

## Distinctions
- Nomination à l'European Film Award du meilleur acteur en 2024